# Tiago Çukur
Tiago Süer Barbaros Çukur (Amsterdam, 30 novembre 2002) è un calciatore turco con cittadinanza olandese, attaccante del Fatih Karagümrük.

## Carriera

### Club
Cresciuto nei settori giovanili di Feyenoord e AZ Alkmaar, nel gennaio del 2021 si trasferisce al Watford, con cui firma un contratto di un anno e mezzo. Il 19 luglio seguente passa a titolo temporaneo al Doncaster; l'11 gennaio 2022 fa ritorno agli Hornets, non riuscendo tuttavia a esordire in prima squadra.
Il 13 luglio viene ceduto al Fenerbahçe, con cui firma un quadriennale; il 29 agosto passa a titolo temporaneo al Dender.

### Nazionale
Ha esordito con la nazionale turca il 14 giugno 2022, nella partita di Nations League vinta per 2-0 contro la Lituania, sostituendo all'84º minuto Cengiz Ünder.

## Statistiche

### Presenze e reti nei club
Statistiche aggiornate al 26 settembre 2022.
| Stagione        | Squadra         | Campionato      | Campionato | Campionato | Coppe nazionali | Coppe nazionali | Coppe nazionali | Coppe continentali | Coppe continentali | Coppe continentali | Altre coppe | Altre coppe | Altre coppe | Totale | Totale | Totale |
| Stagione        | Squadra         | Comp            | Pres       | Reti       | Comp            | Pres            | Reti            | Comp               | Pres               | Reti               | Comp        | Pres        | Reti        | Pres   | Reti   |        |
| --------------- | --------------- | --------------- | ---------- | ---------- | --------------- | --------------- | --------------- | ------------------ | ------------------ | ------------------ | ----------- | ----------- | ----------- | ------ | ------ | ------ |
| 2021-gen. 2022  | Doncaster       | FL1             | 21         | 1          | FACup+CdL       | 2+1             | 0               | -                  | -                  | -                  | EFLT        | 2           | 0           | 26     | 1      |        |
| 2022-2023       | Dender          | D2              | 3          | 1          | CB              | 0               | 0               | -                  | -                  | -                  | -           | -           | -           | 3      | 1      |        |
| Totale carriera | Totale carriera | Totale carriera | 24         | 2          |                 | 3               | 0               |                    | -                  | -                  |             | 2           | 0           | 29     | 2      |        |

### Cronologia presenze e reti in nazionale
| Cronologia completa delle presenze e delle reti in nazionale ― Turchia | Cronologia completa delle presenze e delle reti in nazionale ― Turchia | Cronologia completa delle presenze e delle reti in nazionale ― Turchia | Cronologia completa delle presenze e delle reti in nazionale ― Turchia | Cronologia completa delle presenze e delle reti in nazionale ― Turchia | Cronologia completa delle presenze e delle reti in nazionale ― Turchia | Cronologia completa delle presenze e delle reti in nazionale ― Turchia | Cronologia completa delle presenze e delle reti in nazionale ― Turchia |
| Data                                                                   | Città                                                                  | In casa                                                                | Risultato                                                              | Ospiti                                                                 | Competizione                                                           | Reti                                                                   | Note                                                                   |
| ---------------------------------------------------------------------- | ---------------------------------------------------------------------- | ---------------------------------------------------------------------- | ---------------------------------------------------------------------- | ---------------------------------------------------------------------- | ---------------------------------------------------------------------- | ---------------------------------------------------------------------- | ---------------------------------------------------------------------- |
| 14-6-2022                                                              | Smirne                                                                 | Turchia                                                                | 2 – 0                                                                  | Lituania                                                               | UEFA Nations League 2022-2023 - 1º turno                               | -                                                                      | 84’                                                                    |
| Totale                                                                 |                                                                        | Presenze                                                               | 1                                                                      |                                                                        | Reti                                                                   | 0                                                                      |                                                                        |

| Cronologia completa delle presenze e delle reti in nazionale ― Turchia under 21 | Cronologia completa delle presenze e delle reti in nazionale ― Turchia under 21 | Cronologia completa delle presenze e delle reti in nazionale ― Turchia under 21 | Cronologia completa delle presenze e delle reti in nazionale ― Turchia under 21 | Cronologia completa delle presenze e delle reti in nazionale ― Turchia under 21 | Cronologia completa delle presenze e delle reti in nazionale ― Turchia under 21 | Cronologia completa delle presenze e delle reti in nazionale ― Turchia under 21 | Cronologia completa delle presenze e delle reti in nazionale ― Turchia under 21 |
| Data                                                                            | Città                                                                           | In casa                                                                         | Risultato                                                                       | Ospiti                                                                          | Competizione                                                                    | Reti                                                                            | Note                                                                            |
| ------------------------------------------------------------------------------- | ------------------------------------------------------------------------------- | ------------------------------------------------------------------------------- | ------------------------------------------------------------------------------- | ------------------------------------------------------------------------------- | ------------------------------------------------------------------------------- | ------------------------------------------------------------------------------- | ------------------------------------------------------------------------------- |
| 2-6-2021                                                                        | Istanbul                                                                        | Turchia under 21                                                                | 1 – 1                                                                           | Ucraina under 21                                                                | Amichevole                                                                      | -                                                                               | 46’                                                                             |
| 12-10-2021                                                                      | Karaganda                                                                       | Kazakistan under 21                                                             | 0 – 1                                                                           | Turchia under 21                                                                | Qual. Europeo Under-21 2023                                                     | -                                                                               |                                                                                 |
| 12-11-2021                                                                      | Lovanio                                                                         | Belgio under 21                                                                 | 2 – 0                                                                           | Turchia under 21                                                                | Qual. Europeo Under-21 2023                                                     | -                                                                               | 77’                                                                             |
| 16-11-2021                                                                      | Alanya                                                                          | Turchia under 21                                                                | 1 – 2                                                                           | Danimarca under 21                                                              | Qual. Europeo Under-21 2023                                                     | -                                                                               | 46’                                                                             |
| 25-3-2022                                                                       | Edimburgo                                                                       | Scozia under 21                                                                 | 0 – 2                                                                           | Turchia under 21                                                                | Qual. Europeo Under-21 2023                                                     | -                                                                               | 90+1’                                                                           |
| Totale                                                                          |                                                                                 | Presenze                                                                        | 5                                                                               |                                                                                 | Reti                                                                            | 0                                                                               |                                                                                 |